# Działonowy
Działonowy – żołnierz, członek obsługi działa pełniący zbliżone ale odmienne funkcje w zależności od rodzaju wojsk w jakim służy.
- W artylerii: dowódca obsługi pojedynczego artyleryjskiego środka walki (działonu)[1], koordynujący współrzędne celu i przekazujący je celowniczemu.
- W wojskach pancernych: członek załogi wozu bojowego (np. czołgu) obsługujący armatę czołgową oraz sprzężony z nią czołgowy karabin maszynowy[1]. Wykonuje zatem zarówno obowiązki celowniczego jak i ładowniczego w przypadku gdy załoga pojazdu liczy tylko 3 osoby.